# Hikaru Fujishima
Hikaru Fujishima (藤嶋 洸 Fujishima Hikaru?, nacido el 5 de abril de 1989 en Hachimantai, Iwate) es un exfutbolista japonés. Jugaba de defensa y su último club fue el Vanraure Hachinohe de Japón.

## Trayectoria

### Clubes
| Club               | País  | Año         |
| ------------------ | ----- | ----------- |
| Grulla Morioka     | Japón | 2012 - 2014 |
| Vanraure Hachinohe | Japón | 2015        |

## Estadística de carrera

### J. League
| Club           | Año   | J. League | J. League | Copa J. League | Copa J. League | Total | Total |
| Club           | Año   | Part.     | Goles     | Part.          | Goles          | Part. | Goles |
| -------------- | ----- | --------- | --------- | -------------- | -------------- | ----- | ----- |
| Grulla Morioka | 2014  | 8         | 1         | -              | -              | 8     | 1     |
| Total          | Total | 8         | 1         | 0              | 0              | 8     | 1     |